# Bosse Hellberg
Bo Hellberg, känd som Bosse Hellberg, född 22 januari 1932 i Sofia församling i Stockholm, död 14 mars 2012 i Engelbrekts församling i Stockholm, var en svensk motorsportprofil.
Bosse Hellberg avbröt en karriär hos IBM för att 1962 flytta till Trollhättan där han under flera decennier ledde Saabs tävlingsverksamhet. Han byggde upp en respekterad organisation som har ansetts vara en av världens bästa med framgångsrika rallyförare som Eric Carlsson på taket, Pat Moss, Tom Trana, Calle Orrenius, Ove Andersson, Simo Lampinen och Åke Andersson, Stig Blomqvist, Per Eklund. Efter att Saab lagt ner tävlingsverksamheten 1980 arbetade Hellberg med kvalitetsfrågor inom företaget fram till pensioneringen.
I unga år var han engagerad i motorsportsektionen hos Kungliga Automobilklubben (KAK) och 1962 var han med och grundade Svenska Rallyförarklubben, där han var sekreterare 1999–2008.
Bosse Hellberg gifte sig 1960 med Margot Land (1931–2005), tidigare gift med skådespelaren Per Myrberg. De har sonen Mikael Hellberg (född 1954) och dottern Helena Eliasson (född 1962). Bosse Hellberg är begravd på Norra begravningsplatsen utanför Stockholm.